# Raad van Heraldiek en Vexillologie

Wapen van de Raad

De Raad van Heraldiek en Vexillologie (Frans: Conseil d’héraldique et de vexillologie) is de heraldische autoriteit voor de Franse Gemeenschap in België. Het is de instelling die de Franse Gemeenschapsregering adviseert over alle zaken met betrekking tot burgerlijke, persoonlijke en familiale wapens en vlaggen. Wapendiploma's van de Raad worden gepubliceerd in het Belgisch Staatsblad.

## Doelstelling en activiteiten
Deze instelling werd in 1985 opgericht bij decreet van de Franse Gemeenschap. Het eerste doel was om de Franse Gemeenschap haar wapens te geven, de wapens, zegels en vlaggen van gemeenten (communes) te erkennen die voortkwamen uit fusies en om op basis van haar werk een wapenboek van de Franse Gemeenschap te publiceren.
Nadat dit wapenboek in 2002 was gepubliceerd, kreeg de raad in 2010 de opdracht om aan de regering opties en adviezen te geven over alles wat betrekking had op de wapens van natuurlijke personen, families en familieverenigingen en hun registers. Deze missie was voorheen de rol van het Genealogisch en Heraldisch Bureau van België (Frans: l'Office généalogique et héraldique de Belgique).